# Benkivți, Rohatîn
Benkivți (în ucraineană Беньківці) este un sat în comuna Fraha din raionul Rohatîn, regiunea Ivano-Frankivsk, Ucraina.

## Demografie
Componența lingvistică a localității Benkivți
     Ucraineană (99,42%)
     Alte limbi (0,58%)
Conform recensământului din 2001, majoritatea populației localității Benkivți era vorbitoare de ucraineană (99,42%), existând în minoritate și vorbitori de alte limbi.